# یوجین مالین
یوجین مالین (انگلیسی: Eugene Mullin؛ ۱۸ دسامبر ۱۸۹۴ – ۱۵ آوریل ۱۹۶۷) فیلم‌نامه‌نویس و کارگردان فیلم اهل ایالات متحده آمریکا بود.

## گزیدهٔ آثار
- جمع اضداد محال است (۱۹۲۵)
- داستان دو شهر (فیلم ۱۹۱۱) (۱۹۱۱)
- رؤیای شب نیمه تابستان (۱۹۰۹)